# گوستاف نزوال
گوستاف نِـزوال (انگلیسی: Gustav Nezval؛ ‏ ۱۸ نوامبر ۱۹۰۷ – ۱۷ سپتامبر ۱۹۹۸) بازیگر اهل جمهوری چک بود.
از فیلم‌هایی که وی در آن نقش داشته‌است، می‌توان به مردان بدون بال و خیابان مرزی اشاره کرد.